# 捷星航空集團航點
捷星航空在澳洲、新加坡和日本等國設立公司，經營往返這些國家的國內外航線，航點遍佈亞太地區18個國家、80個以上的都市。以下是目前營運航點一覽表（據2019年2月統計）：
| IATA | 航空公司     |
| ---- | ------------ |
| JQ   | 捷星航空     |
| 3K   | 捷星亞洲航空 |
| GK   | 捷星日本航空 |

| 主要樞紐 | 次要樞紐 | 即將開辦 | 停飛航點 | 定期飛航 | 現已停航 |